# Risque de ruine
Le risque de ruine est un concept (présent tant dans les jeux que dans la finance) relatif au risque de perdre tout son capital ou d'entraîner une banqueroute au-delà du point de non-retour. Par exemple, si quelqu'un parie tout son argent sur un simple pile ou face, le risque de ruine est de 50 %. Dans un scénario à paris multiples, le risque de ruine est corrélé au nombre de paris, dans le sens où le risque augmente au fur et à mesure que l'on joue...

## Finance

### Risque de ruine pour des investisseurs

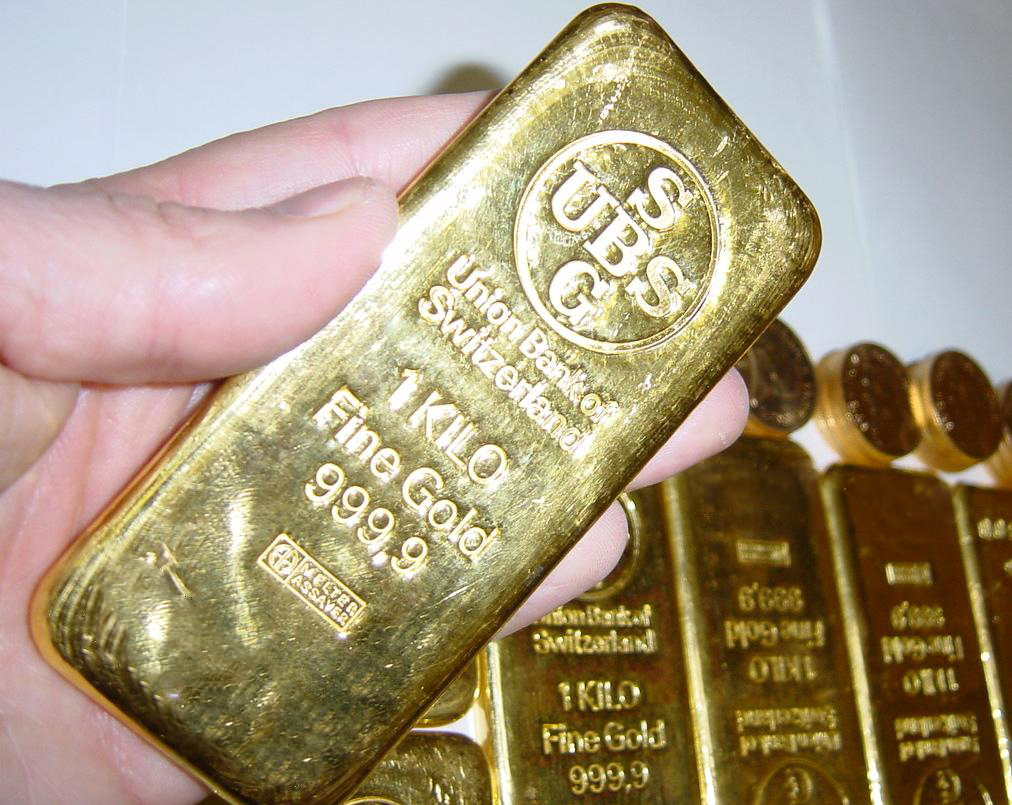
Valoir son pesant d'or.Un investisseur sans dettes et avec tous ses actifs dans l'or n'a aucun risque de ruine, mais il renonce à toute opportunité de gain et sauf s'il y a une augmentation significative et soutenue de la valeur de l'or, sa richesse relative peut diminuer.

Deux stratégies de premier plan pour minimiser le risque de ruine sont la diversification et la couverture de risque.  Un investisseur qui mène une politique de diversification essaiera de posséder un large éventail d'actifs – il peut posséder un assortiment d'actions, d'obligations, de biens immobiliers et d'actifs liquides comme des devises ou de l'or. Le portefeuille d'actions et obligations peut être également distribué sur différents marchés – par exemple un investisseur fortement diversifié peut aimer posséder des actions à la Bourse de Londres, le New York Stock Exchange et encore d'autres bourses. Ainsi, même s'il y a un crash majeur affectant les actions sur une bourse donnée, seule une partie des avoirs de l'investisseur souffrira des pertes. Se protéger du risque de ruine par diversification est devenu plus difficile après les crises financières mondiales de 2007-2010 – à plusieurs reprises durant les crises, jusqu'à une stabilisation vers mi-2009, il y a eu des périodes où différentes classes d'actifs sont devenues corrélées à travers toutes les régions du monde. Par exemple, il y a eu des moments où à la fois actions et obligations se sont effondrées en même temps – habituellement quand les actions baissent en valeur, les obligations grimpent, et vice versa.
Les autres stratégies pour minimiser le risque de ruine incluent une gestion prudente de l'utilisation de l'effet de levier et de l'exposition aux actifs sans plancher de perte si les choses tournent mal (par exemple quelques produits financiers qui impliquent de la vente à découvert peuvent produire des rendements élevés, mais si le marché va à contre-courant, l'investisseur peut perdre considérablement plus que le montant auquel il a payé son produit),.

### Échanges financiers
L'expression Risque de ruine est quelquefois utilisée dans un sens technique très précis par les traders financiers, en référence au risque qu'un compte puisse devenir "ruiné" dans  le sens qu'il lui est interdit de procéder à d'autres opérations. Il est quelquefois possible de calculer précisément ce risque de ruine pour un nombre donné d'opérations.
Ainsi, si on suppose que quelqu'un a 1000 dollars de réserve sur un compte qu'il peut se permettre de vider avant que le courtier ne commence à émettre des appels de marge. Et si on suppose que chaque opération se termine soit en gain soit en perte, avec 50 % de chance de perte, plafonnée à 200 $. Alors pour moins de quatre opérations le risque de ruine est nul. Pour cinq opérations, le risque de ruine est d'environ 3 %, car les cinq opérations doivent échouer pour que le compte soit ruiné. Et à chaque opération supplémentaire, le risque de ruine augmentera lentement.
Les calculs requis pour évaluer le risque deviennent bien plus complexes en conditions réelles. La théorie des jeux et en particulier la ruine du joueur peut couvrir via un ensemble de formules de tels scénarios simples. Les avis parmi les traders sur l'importance des calculs du "Risque de ruine" sont mitigés – certains estiment que c'est une statistique quasiment inutile en application pratique, quand d'autres considèrent qu'il est de la plus haute importance qu'un trader actif en prenne connaissance,.